# Oobius abditus
Oobius abditus är en stekelart som beskrevs av Annecke 1967. Oobius abditus ingår i släktet Oobius och familjen sköldlussteklar. Inga underarter finns listade i Catalogue of Life.